# Scrophularia deserti
Scrophularia deserti är en flenörtsväxtart som beskrevs av Del.. Scrophularia deserti ingår i släktet flenörter, och familjen flenörtsväxter. Inga underarter finns listade i Catalogue of Life.